# 위피

위피(Wireless Internet Platform for Interoperability; WIPI)는 대한민국의 표준 모바일 플랫폼의 이름이다. 통신사간의 모바일 플랫폼을 표준화함으로써, 하나의 콘텐츠를 여러 통신사에서 서비스할 수 있도록 하기 위해 제정되었다.
WIPI는 자바 (MIDP 2.0)와 C 언어를 모두 지원하며 이용한 언어에 따라서 자바로 생성한 콘텐츠를 Jlet, C로 생성한 콘텐츠를 Clet이라고 한다. 바이너리 형식에 대한 호환성은 제공하고 있지 않으며, 프로그래밍 모델과 API에 대한 표준만을 정의하고 있다. WIPI 1판에서는 별도의 자바 규격을 채택하였으나, 현재 사용되는 2판에서는 MIDP2.0 규격을 채택하고 있다.

## 역사와 활용

### 시작
2001년 7월 14일, KWISF(한국무선인터넷표준화포럼)에 모바일플랫폼특별분과가 신설되면서 시작되었다. 대한민국 내 이동통신사들의 요구사항을 받아들여 2002년 3월 28일 첫 버전인 WIPI v1.0이 채택되었으며, 2004년 2월 11일 WIPI 2.0판이 발표되었다. 현재 상용화된 최신 버전인 WIPI 2.1.1판은 2006년 11월 27일에 발표되었고, 2008년 기준으로 WIPI 3.0이 개발 중에 있다.

### 목적
WIPI가 도입되기 이전, 대한민국의 이동통신시장에서는 이동통신사 별로 각각 다른 플랫폼을 사용하고 있었다. 이러한 여러 플랫폼들의 난립이 시장에 의해 통합되지 않으리라는 판단에 정부가 강력한 규제를 걸어 표준 플랫폼을 개발하고, 이를 법을 통해 의무화 하기로 하였다. 이 바탕에는 다음의 의도가 있었던 것으로 해석된다.

#### 호환성 확보

##### 배경
이동통신사별로 각각 다른 플랫폼을 도입하여 사용하다보니, 서로 플랫폼이 호환되지 않는 결과를 가져왔다. A통신사의 플랫폼에 맞추어 개발된 게임 등의 프로그램을 B통신사에서도 제공하기 위해선 개발 인력의 추가 투입 등, 막대한 비용이 필요하게 되었다. 따라서 콘텐츠 개발사들은 시장점유율이 높으며, 보다 많은 수익을 기대할 수 있는 플랫폼에만 선택적으로 서비스를 제공하려는 태도를 취하게 되었다.
심지어는 한 이동통신사에서 여러 가지의 플랫폼을 사용하고 있을 경우, 서비스 대상을 더욱 한정하거나 개발 비용을 더 투자해야 하는 경우도 있었다.
이에 단일 플랫폼을 도입하게 되면, 한 번 개발된 프로그램은 모든 이동통신사를 통해 제공할 수 있게 되므로, 개발비용을 절약할 수 있었다.

##### 루머
당시 50%가 넘는 시장 점유율을 가지며, 프리미엄 브랜드 정책을 펼치던 SK 텔레콤은 이러한 의도에서 WIPI에 대해 부정적인 태도를 취했던 것으로 알려져 있다. 이동통신시장에서 콘텐츠를 개발하려면 사용자가 가장 많은 SK 텔레콤에서 사용할 수 있도록 개발하는 것이 보다 많은 소비자를 대상으로 제공할 수 있기 때문에 수익률도 올라가기 때문이다.

반면, 상대적으로 콘텐츠 부족에 시달리던 점유율 최하위의 LG 텔레콤은 같은 이유로 WIPI 도입을 반겼던 것으로 알려져 있다. 이용자가 가장 적었던 LG 텔레콤 입장에서는 차후 SK 텔레콤용으로 개발되는 WIPI 플랫폼 콘텐츠들을 흡수하여 보다 많은 콘텐츠를 확보하기를 바랐으리라 짐작할 수 있다.

##### 현황
현재 WIPI는 어느 정도 이러한 목적을 달성하였다. 단, WIPI 개정본 관리의 오탈자 및 사소한 실수, 그리고 구현 방법의 차이로 인해 각 이동통신사별로 프로그램을 조정해주어야 한다.

#### 로열티

##### 배경
대한민국 정부 주도로 시작된 WIPI는 초기에 외산 플랫폼에 대한 로열티 지급을 막겠다는 의도가 포함되어 있었다. 퀄컴사의 BREW와 썬 마이크로시스템즈의 J2ME 플랫폼으로 인한 로열티 지급을 국산 플랫폼으로 대체하면 상당한 외화 지출을 막을 수 있다는 계산이었다.

##### 루머
퀄컴사에서는 정부차원의 규제가 자유로운 시장 경쟁을 막는다 하여 한국과 미국 정부에 이러한 규제를 풀어줄 것을 요청했고, 이로 인해 한미 FTA협상에도 영향을 끼쳤던 것으로 알려져 있다.
또한, BREW 플랫폼을 계속 사용하기 위해 WIPI on BREW, BREW on WIPI 등의 방법을 계속 모색하고 있다.

##### 현황
상대적으로 비전문가의 입장인 정부에서 강제적으로 시행한 정책에 이동통신사와 단말개발사의 미온적인 참여로 표준이 발표되고 시장에 출시된 이후, 뒤늦게 WIPI의 상당부분이 썬 마이크로시스템즈의 특허를 침해하고 있다는 사실이 밝혀졌다. 결국, 썬 마이크로시스템즈에 로열티를 내는 것은 피할 수 없게 되었고, 이는 WIPI에 대해 부정적인 시각을 부각시키는 이유 중 하나로 꼽히게 되었다.

#### 다양한 언어의 지원

##### 배경
프로그래밍 언어라는 측면으로 볼 때, 대한민국 내의 모바일 플랫폼은 C언어와 Java언어로 나눌 수 있다. 이에 WIPI는 어느 한 특정 언어만 사용하는 것이 아니라 양쪽 모든 언어를 지원하는 것을 목표로 삼았다. 플랫폼 구현의 측면에서는 C언어와 Java언어에 각각 API를 제공하고, 이를 다시 추상화 계층인 HAL을 통해 서비스 하는 디자인을 사용하였다. 프로그램의 개발이라는 측면에서는 C언어와 Java로 언어로 만든 프로그램의 중간 결과물을 COD(Compile On Demand) 서버를 통해, 서비스할 대상의 이동 통신 단말에 맞추어 최종 결과물을 만드는 방식을 채택하였다.

##### 현황
현재 WIPI는 공식적으로 C언어와 Java언어를 모두 지원한다. 하지만, 이동통신사에 따라 일부 기능은 C언어에서만 지원 하는 등의 제약을 가지고 있다. 또한, 플랫폼 구현은 각 이동통신사에 따라 COD를 사용하지 않는 경우도 있다.

## 현재

### 모바일 시장에 미친 영향
WIPI의 애초 목표중 하나는 대한민국 내 이동통신시장에 단일 플랫폼 제공이었다. 이는 해외 시장이 전 세계적으로 BREW와 J2ME라는 플랫폼을 기반으로 하고 있는 것에 비해, 좁은 대한민국 내 시장에 3개 이동통신사가 5개 이상의 플랫폼을 사용하고 있는 비효율에 대한 개선사항이라 할 수 있다. 또한, 단일 플랫폼을 사용함으로써 중복되는 콘텐츠들에 대한 개발시간을 많이 줄일 수 있을 것을 기대하였다. 하지만 WIPI라는 플랫폼 자체가 애초의 의도와는 다르게, J2ME 플랫폼과의 유사성으로 인해 추가적인 로열티 지출이 불가피하게 되었다. 아이러니컬하게도, 이는 WIPI플랫폼으로 개발된 콘텐츠를 J2ME 플랫폼으로 재개발하거나, J2ME 플랫폼에서 개발된 콘텐츠를 WIPI로 재개발하는데 소요되는 시간을 단축시키는 결과를 가져왔다. 단일 각 구현사의 실수 및 이동통신사의 잘못된 정책으로 인해 WIPI API의 차이점 및 동작 자체도 불완전하게 구현된 부분이 발생하였다. 이로 인해 동일한 플랫폼임에도 불구하고 다른 이동통신사로 콘텐츠를 변환할 때 개발 자원의 소요가 발생하게 된다. 하지만 이는 이전의 타 플랫폼으로 재개발할 때 드는 자원 소요에 비하면 상당한 개발 자원의 절감을 가져왔다는 평가를 받고 있다.
이통3사 별로 WIPI를 적용하는 전략에 있어 큰 차이를 보이고 있다. KTF 및 LGT는 WIPI Java를 중심으로 하는 콘텐츠 구동 플랫폼으로 사용한데 비해 SKT는 WIPI를 자사의 서비스 플랫폼으로 사용하였다. WIPI를 사용해서 SKT의 주요 부가서비스를 구현하고, 이를 제조사에게 포팅 요청을 하는 전략을 사용하였다.
따라서 SKT의 WIPI는 타사와는 달리 부가서비스와 관련된 특수한 API를 다수 포함하고 있다. 물론 이러한 API는 일반 개발자들에게는 공개되어있지 않다. 이러한 전략은 시간이 갈수록 SKT 만의 WIPI 규격을 추가하게 되었으며, 국내 제조사의 경우에는 지속적으로 추가 규격을 구현한 반면, 외국 제조사가 국내에 단말을 출시하고자 할 때 커다란 장벽이 되어버렸다.
SKT 통합 메시지함이 그 대표적인 경우로서, 해당 서비스를 제조사가 적용하려면 SKT 확장 WIPI API를 모두 구현해야 하는데, 다년간 누적된 히스토리 없이 이를 단기간에 구현하는 것에 큰 부담을 느낀 외국 업체들이 결국 한국시장을 한동안 포기하도록 하는데 큰 원인이 되었다.

### 탑재 의무화와 그 후
- 2005년 4월 1일, 대한민국에서 판매되는 이동 통신 휴대 단말에는 WIPI 플랫폼이 의무적으로 탑재되어야 한다.
- 2007년 3월 30일, 무선 인터넷 기능이 없는 이동 통신 휴대 단말에는 WIPI를 선택적으로 탑재할 수 있다.
- 스마트폰, PDA폰 등은 이동 통신 휴대 단말로 분류되지 않으므로 WIPI 탑재 의무에서 자유롭다.
- 2008년 5월, 법인 고객 대상의 PDA는 위피 의무 탑재 대상이 아니다.(캐나다 RIM사의 블랙베리에 적용됨)
- 2008년 12월 10일, 대한민국 방송통신위원회의 결정에 따라, WIPI 탑재 의무화는 2009년 4월까지 시행된 후에 해제된다.[1]

### 탑재 의무화 해제 결정
대한민국 방송통신위원회의 2009년 4월 1일부터 탑재 의무화 해제를 결정하였다.WIPI 탑재 의무화 해제 결정에 따라, 한국 휴대전화 시장의 개방은 더욱 가속화되어 경쟁이 치열해질 것으로 전망된다. 이 결정에 한국 대형 통신업체들과 휴대전화 소비자들은 환영하는 반면, 한국 무선 소프트웨어 및 콘텐츠 업체들은 당혹스러워하고 있다. 결정으로 인하여 대한민국 최초의 스마트폰인 아이폰 3GS가 국내에 정식 출시가 되었고 그 후 현재까지 수 많은 스마트폰이 출시되었다.

## 구현

### 최초 구현
LG전자의 SD1100, 삼성전자의 SCH-X430이 최초로 WIPI 플랫폼이 탑재되어 시험되었다. 아로마 소프트에서 참조 구현 플랫폼을 구현하였다.
엠페이지에서 WIPI 규격 인증 도구를 개발하였으며, 필링크에서 플랫폼 지원 도구를 개발하였다. 지어 소프트에서 COD(Compile On Demand) 서버를 개발하였다.

### SK 텔레콤
WIPI-C는 이노에이스, WIPI-Java는 XCE에서 담당하고 있다. LG SD230 모델이 첫 상용화 단말이다. 특징은 COD를 거치지 않고, C, Java별로 각각 최종 프로그램을 생성하면 이동 통신 휴대 단말에서 이를 실행한다는 것이다.

### KT
지어소프트와 엑스로드(지오텔)이 담당하고 있다.

### LG U+
유비벨록스(주)에서 담당하고 있다.

## 해외 진출
2007년 4월 18일, OMTP와 한국무선인터넷 표준화 포럼은 모바일 플랫폼 표준화 협력을 주 내용으로 하는 양해각서(MOU)를 체결했다.

## 참고 사항
- WIPI를 무선 인터넷과 혼동하는 오류가 많이 발견된다. WIPI는 플랫폼이며, 무선 인터넷과 다르다. 이는 일부 단말에 WIPI 탑재 의무화를 면제해주는 정보통신부의 정책으로 인해 가져온 혼란으로 추측된다.